# Zaide Silvia Gutiérrez
Zaide Silvia Gutiérrez  (Mexikóváros, Mexikó, 1959. november 2. –) mexikói színésznő és rendező.

## Élete és pályafutása
1959. november 2-án született Mexikóvárosban. 1983-ban az El Norte című filmben szerepelt. 2002-ben szerepet kapott a Hajrá skacok című sorozatban. 2010-ben Rosaura szerepét játszotta a Para volver a amarban Jesús Ochoa mellett. 2012-ben megkapta Paz szerepét a Menekülés a szerelembe című telenovellában.

## Filmográfia

### Telenovellák
- Daughter from Another Mother (2021) ...... Lucía
- La jefa del campeón (2018) .... Sara
- Por amar sin ley (2018) .... Sylvia
- La doble vida de Estela Carrillo (2017) ...... Rosario Hinojosa
- Por siemre Joan Sebastiab (2016) ...... Amanda Figueroa
- María (2015–2016) ..... Zenaida (Magyar hang: Farkas Zita)
- Que te perdone Dios (2015)...... Simona Sánchez
- Qué pobres tan ricos (2013-2014)...... Carmela
- Menekülés a szerelembe (Un refugio para el amor) (2012) .... Paz Flores Vda. de Jacinto (Magyar hang: Rátonyi Hajni)
- Para volver a amar (2010-2011) .... Rosaura Pereyra
- Duelo de pasiones (2006) .... Vera
- Apuesta por un amor (2004-2005) .... Doctora
- Misión S.O.S. (2004-2005) .... Lupe Espinos
- Hajrá skacok (¡Vivan los niños!) (2002-2003) .... Estela Castillo
- El derecho de nacer (2001) .... La Loba
- Una luz en el camino (1998) .... Elodia Vidal
- Pueblo chico, infierno grande (1997) .... Olinca
- La culpa (1996) .... Nemoria
- Valentina (1993) .... Rafaela
- Días sin luna (1990) .... Irene
- Angélica, mi vida (1988-1989) .... Laura
- Caminemos (1980)
- Una mujer marcada (1979)
- Mañana será otro día (1975)

### Filmek
- El infierno (2010)
- Cabeza de Buda (2009)
- Soy mi madre (2008)
- Enemigos íntimos (2008)
- Espérame en otro mundo (2006)
- Niñas mal (2006)
- Bourdertown (2005)
- El mago (2004)
- El ladrón de sombras (2004)
- El milagro (2003)
- Mientras me muero (2003)
- Zurdo (2003)
- Amar te duele (2002)
- La maceta (2002)
- Ciudades oscuras (2002)
- En el tiempo de las mariposas (2001)
- Por si no te vuelvo a ver (2000)
- En el país de no pasa nada (2000)
- Conejo (1999)
- La otra conquista (1998)
- El evangelio de las Maravillas (1998)
- Desde el interior (1998)
- Sobrenatural (1996)
- Entre Pancho Villa y una mujer desnuda (1996)
- Directamente al cielo (1996)
- Shadow of the Pepper Tree (1995)
- Decisiones difíciles (1994)
- Wild Blue Moon (1992)
- Death and the compass (1992)
- Cita en el paraíso (1992)
- El patrullero (1991)
- Ciudad de ciegos (1991)
- Tú decides sobre el sida (1990)
- Cuantas viejas quieras (1990)
- La pequeña muerte (1988)
- Gaby: Una historia verdadera (1987)
- Hotel Colonial (1987)
- Y yo que la quiero tanto (1987)
- El imperio de la fortuna (1986)
- Firewalker (1986)
- Miracles (1986)
- Las inocentes (1986)
- Historias violentas (1985)
- Viaje al paraíso (1985)
- El Norte  (1983)
- Rarotonga 1978
- La lucha con la pantera 1975

### Sorozatok
- Como dice el dicho (2011)
- Las reinas del hogar (2007 - 2008)
- La rosa de Guadalupe (2008)
- El cielo está en ti .... Maribel
- Un llamado al corazón .... Gladys
- Camuflaje Emo .... Rocio
- Salida de Emergencia .... Lucha
- XHDRBZ, La Familia Peluche (2007)
- American Family: The Journey I and II (2002 - 2004)
- Mujer, casos de la vida real (1990 - 2007)
- Sonida óptico (1985)
- El que sabe, sabe (1983)
- Teatro en Atril (1979 - 1980)
- Teleteatros (1971 - 1972)

### Rendezőként
- La sombra del otro (Telenovella, 1996)

## Színház
Színésznőként
- Conversación entre las ruinas (2006)
- Ocho historias de Cantina (2004)
- La puerta negra, Delgadina (2003)
- Exágonos (2001)
- El precio de la vida (2001)
- La cuchara de oro (2000)
- Poesía en pareja (2000)
- ¡Sola! (1999 - 2000 y 2001)
- Viaje a las sombras verdes (1998)
- Confesiones de mujeres de 30 (1997)
- Hunger's Brides (1996)
- Tabasco negro (1996)
- Quíntuples (1995)
- Una mujer sola (1994)
- Campo de plumas (1993)
- Noche de Epifanía (1992)
- La caprichosa vida (1991)
- Los negros pájaros del adiós (1990)
- Los empeños de una casa (1989)
- Conversación entre las ruinas (1989)
- Las mujeres de Troya (1988)
- Paulette y Paulina (1986)
- Las dos Fridas (1986)
- Fotografía en la playa (1984 - 1985)
- La ley de Creón (1983)
- El alcalde de Zalamea (1982)
- María la voz (1981)
- El contrario Luzbel (1980 y 1981)
- Las visitas (1979)
- Los albañiles (1975)
- Los motivos del lobo (1973)

Rendezőként
- La luna vista por los muertos
- Conversación entre las ruinas (2006 y 2008)
- ¡Sola! (1999, 2000 y 2002)
- Viaje a las sombras verdes (1998)
- La noche de los asesinos (1993)
- La visita de la vieja dama (1991)
- Sueño de una noche de verano (1990)
- Te Deum (1987)
- A Streetcar Named Desire (1987)
- Fotografía en la playa (1983)